# .tw
.twは中華民国（台湾）の国別コードトップレベルドメイン(ccTLD)である。このドメイン名はISO 3166-1alpha-2の国名コードに基づいてつけられている。
レジストリは、国家通訊伝播委員会(NCC)と交通部によって指名された台湾の非営利団体であるTWNICが管理している。2001年3月1日以降は、TWNICに直接ドメイン名の登録申請をするのではなく、TWNICと契約したレジストラを通して登録申請をするようになっている。現在のレジストラは中華電信・中華国際通訊・遠傳電信・台湾大哥大・亜太通信・PC Home・Net-Chinese・TISNet・IP Mirror・Webnic・Neulevelである。
2010年6月25日、ICANNは以下の2つの国際化ドメイン名(IDN)を台湾に割り当てた。
- 台灣（正体字、Punycode: xn--kpry57d）
- 台湾（簡体字、Punycode: xn--kprw13d）

2010年8月現在、これらのドメイン名を使用した登録はまだ処理されていない。
twドメインの登録はセカンドレベルか、以下のサードレベル以下で行われる。
- edu.tw: 教育と学術機関
- gov.tw: 中華民国の政府機関（台湾国内の施設）
- mil.tw: 中華民国国軍（台湾国内の施設）
- com.tw: それぞれの国の法律により登録された国内外の企業
- net.tw: ネットワークまたは通信事業者
- org.tw: それぞれの国の法律により登録された国内外の非営利団体
- idv.tw: 個人（身元が電子メールにより確認できること）
- game.tw: 無制限（ただし、登録者の身元が電子メールにより確認できること）
- ebiz.tw: 無制限（ただし、登録者の身元が電子メールにより確認できること）
- club.tw: 無制限（ただし、登録者の身元が電子メールにより確認できること）
- tw: 無制限

セカンドレベル以下には漢字も使用できる。国内の登録に選ばれたセカンドレベルドメインの下のドメイン名の多くの登記はnet.tw=網路.tw、.org.tw=組織.tw、.com.tw=商業.twといった漢字と標準の二つのドメイン名を自動的に得る。